# 薛万祥
薛万祥，甘肃民勤人，中华人民共和国政治人物。
担任西北林业模范。造林模范。1954年，当选第一届全国人民代表大会代表。